# Grand-Vabre
Grand-Vabre è un comune francese soppresso e frazione del dipartimento dell'Aveyron della regione dell'Occitania. Dal 1º gennaio 2016 si è fuso con i comuni di Conques, Noailhac e Saint-Cyprien-sur-Dourdou per formare il nuovo comune di Conques-en-Rouergue.

## Società

### Evoluzione demografica
Abitanti censiti